# Väinö Skarp
Väinö Villiam Skarp (Helsinki, 10 de octubre de 1908-Helsinki, 18 de junio de 1981) fue un deportista finlandés que compitió en tiro y tiro con arco. Ganó una medalla de oro en el Campeonato Mundial de Tiro de 1947 y una medalla de bronce en el Campeonato Mundial de Tiro con Arco al Aire Libre de 1961.

## Palmarés internacional
| Campeonato Mundial | Campeonato Mundial | Campeonato Mundial | Campeonato Mundial                |
| Año                | Lugar              | Medalla            | Prueba                            |
| ------------------ | ------------------ | ------------------ | --------------------------------- |
| 1947               | Estocolmo (Suecia) | Medalla de oro     | Pistola de fuego 25 m por equipos |

| Campeonato Mundial al Aire Libre | Campeonato Mundial al Aire Libre | Campeonato Mundial al Aire Libre | Campeonato Mundial al Aire Libre |
| Año                              | Lugar                            | Medalla                          | Prueba                           |
| -------------------------------- | -------------------------------- | -------------------------------- | -------------------------------- |
| 1961                             | Oslo (Noruega)                   | Medalla de bronce                | Equipo                           |